# Subependymale Heterotopien
Subependymale Heterotopien sind eine Form einer neuronalen Heterotopie und gehören zu den neuronalen Migrationsstörungen.
Synonym: Periventrikuläre Heterotopie
Es handelt sich dabei um die häufigste Form einer Neuronalen Heterotopie; diese ist durch knötchenförmige (noduläre) Graue Substanz unmittelbar unterhalb des Ependyms der Seitenventrikel gekennzeichnet.

## Pathologie
Zur Pathologie siehe Neuronale Heterotopie Pathologie.
Die Knötchen bestehen aus Nervenzellen und Gliazellen. Sie treten häufiger auf der rechten Seite auf.

## Einteilung
Die Klassifikation siehe bei Neuronale Heterotopie Einteilung.
Morphologisch kann eine Unterscheidung erfolgen als:
- einseitig fokal
- beidseitig fokal
- beidseitig diffus (bandförmig)

## Ursachen
In der Mehrzahl tritt diese Veränderung sporadisch auf, es gibt auch X-Chromosomal rezessive Vererbung sowie weitere Formen. Je nach zugrunde liegender Ursache können folgende Formen unterschieden werden:
- PVNH1, klassische Form, Synonyme: FLNA-Related Periventricular Nodular Heterotopia; X-Linked Periventricular Heterotopia, Mutationen im FLNA-Gen auf dem X-Chromosom Genort q28, X-chromosomal dominant[6][7]
- PVNH2, Synonym: Periventricular heterotopia with microcephaly; ARPHM, Mutationen im ARFGEF2-Gen auf Chromosom 20 Genort q13.13, autosomal-rezessiv[8]
- PVNH3, Mutationen auf Chromosom 5 Genort p15.1[9]
- PVNH5, Mutationen auf Chromosom 5 Genort q4.3-q15[10]
- PVNH6, Mutationen im ERMARD-Gen auf Chromosom 6 Genort q27, autosomal-dominant[11]
- PVNH7, Mutationen im NEDD4L-Gen auf Chromosom 18 Genort q21.31, autosomal-dominant[12]
- PVNH8,  Mutationen im ARF1-Gen auf Chromosom 1 Genort q42.13, autosomal-dominant[13]

## Klinische Erscheinungen
In der Mehrzahl bestehen häufig epileptische Anfälle und mitunter eine Entwicklungsverzögerung. Gegenüber anderen Heterotopieformen liegt hier der Anteil Betroffener mit normaler Entwicklung deutlich höher.

## Diagnose
Die Diagnose wird hier mittels einer MRT-Untersuchung gestellt und kann bereits vorgeburtlich mittels MRT erfolgen.

## Differentialdiagnostik
Abzugrenzen sind:
- normale periventrikuläre Graue Substanz (Nucleus caudatus, Thalamus)
- normale Germinale Matrixzone während der 8. – 26. Schwangerschaftswoche
- Subependymales Riesenzellastrozytom
- subependymale Tuberöse Sklerose
- subependymale Blutung (Intraventrikuläre, nichttraumatische Blutung 1. Grades beim Fetus und Neugeborenen)